# Felix Tries for Treasure
Felix Tries for Treasure est un court métrage d'animation américain d'Otto Messmer avec le personnage de Félix le Chat, sorti en 1923.

## Fiche technique
- Réalisation : Otto Messmer
- Société de  production : Pat Sullivan Cartoons
- Pays : États-Unis
- Langue : anglais
- Format : noir et blanc  - Muet
- Genre : animation
- Durée : 7 minutes
- Date de sortie :
  - États-Unis : 15 avril 1923